# Víctor Hugo Peña

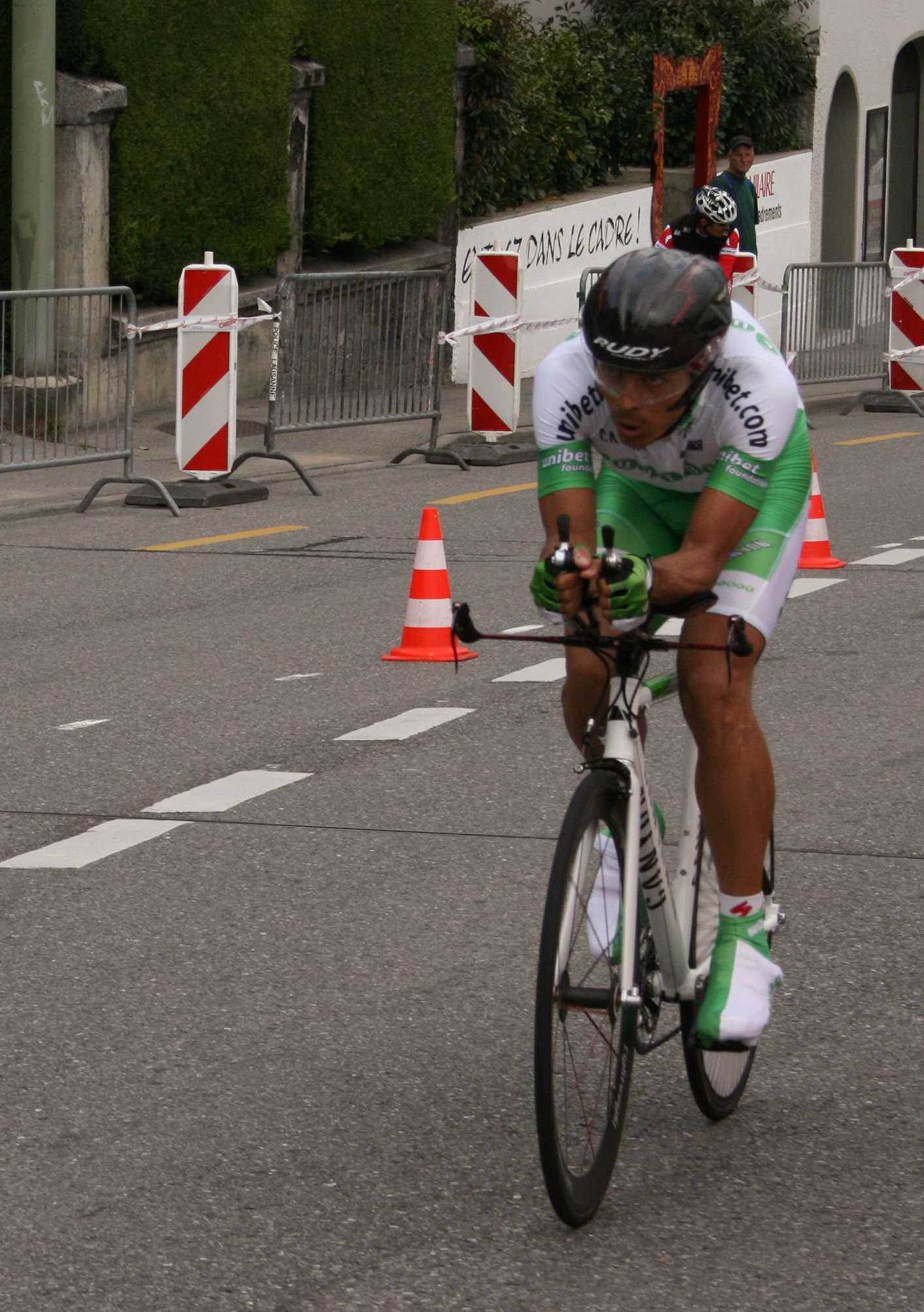
Víctor Hugo Peña
ciclista colombiano

Víctor Hugo Peña (10 de julho de 1974, Bogotá) é um ciclista profissional colombiano.